# Adam Emmerich
Adam Emmerich (* 17. Oktober 1808 in Wehrheim im Herzogtum Nassau; † 29. Oktober 1869 in Wiesbaden) war ein deutscher Jurist und Mitglied der Ersten Kammer der Landstände des Herzogtums Nassau.

## Leben
Adam Emmerich war Sohn von Jacob Emmerich und seiner Frau Elisabetha, geborene Hupp, die im Jahr 1800 in Wehrheim geheiratet hatten. Im Alter von 23 Jahren begann Adam Emmerich im Jahr 1831 ein zweijähriges Studium der Rechtswissenschaft an den Universitäten Gießen und Heidelberg. 1833 trat er in den nassauischen Staatsdienst ein und tat von 1833 bis 1843 als Amtsakzessist Dienst in verschiedenen Ämtern des Herzogtums. 1843 begann seine Karriere als Amtssekretär. Von 1848 bis 1850 war er Inquirent, dann Kriminalrichter am Kriminalgericht in Wiesbaden. Von 1864 bis 1865 war er Mitglied der Ersten Kammer des Landtags des Herzogtums Nassau als Vertreter der Gräfin Seraphine Franziska zu Leiningen-Westerburg-Neuleiningen. Im Jahr 1866 wurde der Rechnungskammer beigeordnet. Er verstarb 1869, noch im Jahr seiner Versetzung in den Ruhestand.